# Ervin Tjon-A-Loi
Ervin Tjon-A-Loi (Totness, 6 april 1995) is een Surinaams voetballer die speelt als middenvelder voor de Surinaamse club Inter Moengotapoe.

## Carrière
Tjon A Loi speelde van 2015 tot 2016 voor de Surinaamse club SV Leo Victor. Hij maakte in 2016 de overstap naar SV Transvaal waar hij speelde tot in 2019. In 2019 ging hij spelen voor FC West United. In 2021 tekende hij een contract bij Inter Moengotapoe.
Op 6 september 2018 maakte hij zijn debuut voor Suriname.